# Tapinotaspidinos
Tapinotaspidinos (Tapinotaspidini) são uma tribo que possui aproximadamente 180 espécies, distribuídas desde a região neotropical do norte da Argentina até o México e Caribe.  Essas abelhas são solitárias e nidificam principalmente no solo. As principais flores visitadas são das Malpighiaceae, sendo a família de oleaginosas provavelmente ancestral da tribo. Algumas espécies, atualmente, coletam óleos de Plantaginaceae, Krameriaceae, Iridaceae, calceolariaceae e Solanaceae.

## Diversificação da Tribo
A estimativa é que a tribo tenha se diversificado há cerca de 60 milhões de anos, em savanas parecidas com o Cerrado, na América do Sul. 30 milhões de anos após a origem (estimada) do ancestral, ocorre a transição de representantes do grupo para as florestas tropicais.